# 紅軍

中国工農紅軍の軍旗

中国工農紅軍（ちゅうごくこうのうこうぐん）とは、1927年に中国共産党が組織した軍隊。通称は紅軍（こうぐん）。中国人民解放軍の前身に当たる。
設立された8月1日は、中華人民共和国において「建軍記念日」とされており、人民解放軍の軍旗には「八一」の文字がデザインされている。

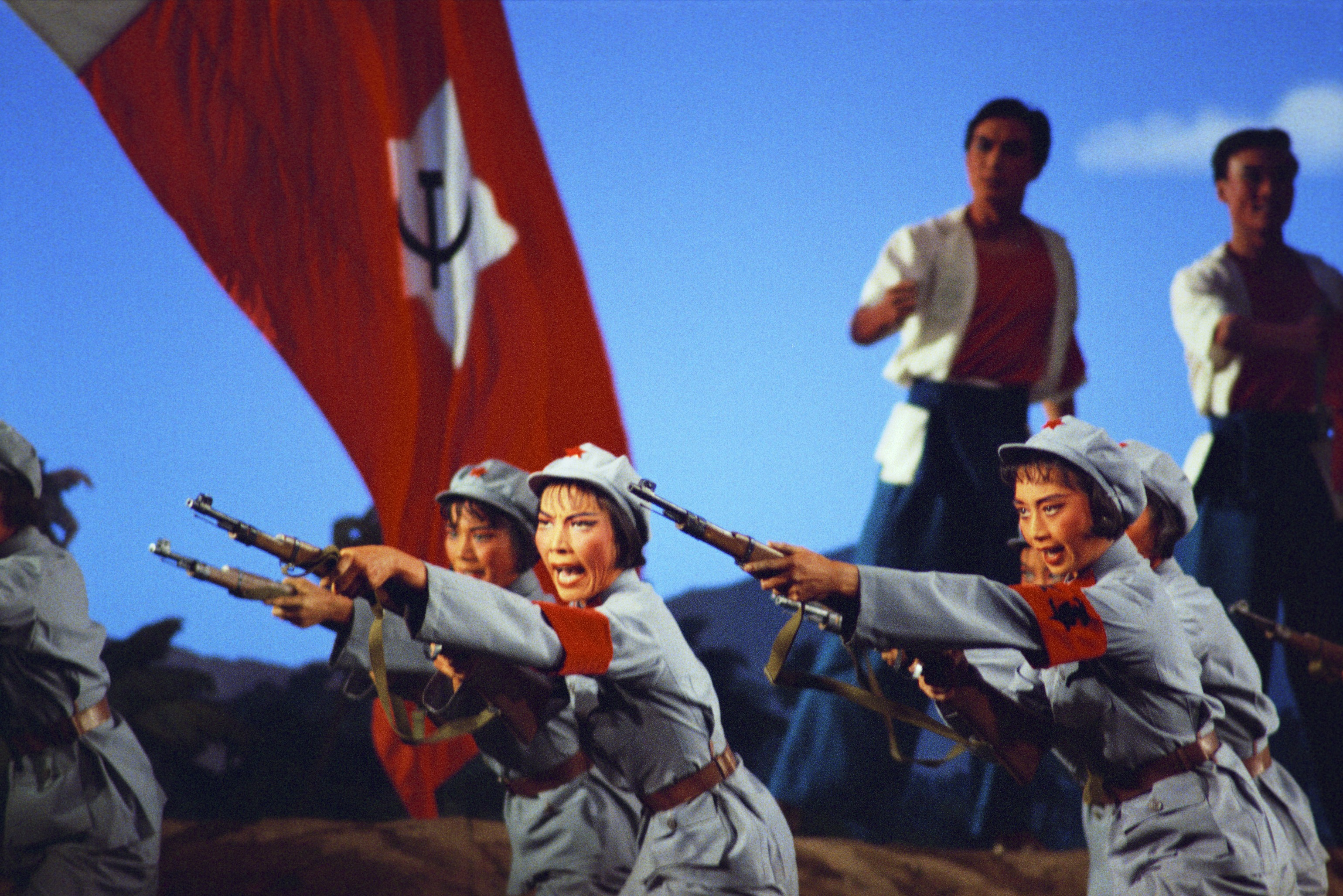
紅色娘子軍での中国工農紅軍の軍旗

## 名称
紅軍は時期と地域で様々な呼称・組織を持っていた。似通った名称が同時期あるいは別時期に、同地域あるいは別地域で使用されている。当時は地域名などで呼び分けていたものと見られる。イデオロギーで結ばれた軍隊であり、どの軍隊の通称もすべて「紅軍」である。

## 組織

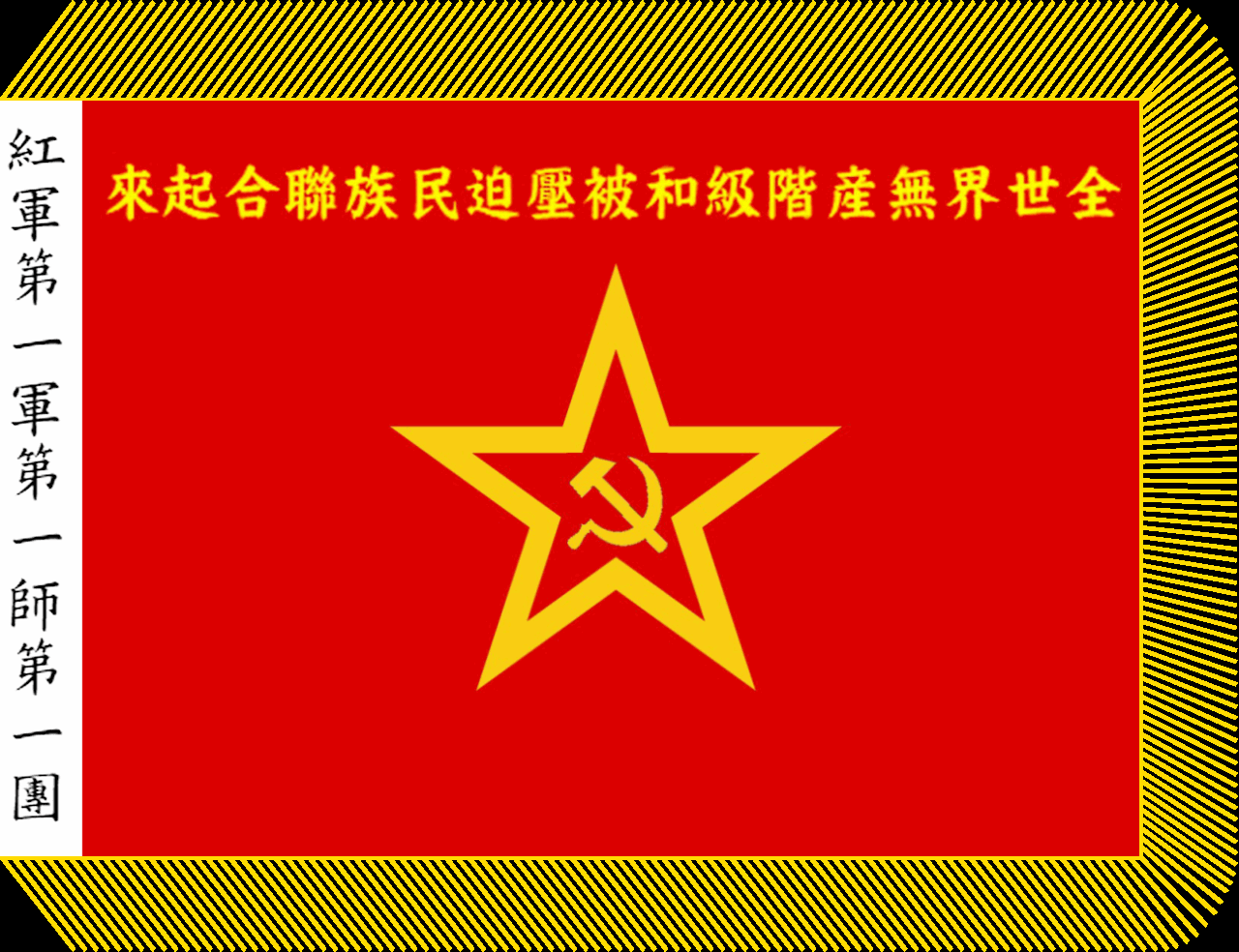
中国工農紅軍の軍旗 1930年10月から1934年1月まで使用。

中国工農紅軍の軍旗。1934年1月から。

- 鉄軍：1927年の南昌蜂起後、井崗山に入る1928年までの間、共産党によって呼ばれた軍隊の名称。指揮官朱徳。
- 中国工農革命軍第四軍：鉄軍が毛沢東指揮下の井崗山で合流を果たした後、改編されて名づけられた名称。1928年4月から1930年まで使用。
- 中国工農紅軍第一方面軍：中国工農革命軍第四軍を改組。1930年から。
- 紅軍第一方面軍：長征から運用開始。（1934年）
- 陝甘紅軍：延安に本拠とした北方紅軍。後に中央紅軍（下記）に吸収。
- 紅軍第二方面軍：四川省 (中華民国)で活動していた共産党軍。
- 中央紅軍：紅軍第一方面軍、陝甘紅軍、紅軍第二方面軍が延安で改組された。1935年から。
- 紅軍第四軍：第一方面軍と陝甘紅軍から部隊を抽出、新疆方面へ。
- 中国国民革命軍第八路軍：延安を中心として、中央紅軍が紅軍第四軍を吸収、改組。1937年から。通称八路軍
- 国民革命軍新編第四軍：別名陸軍新編第四軍、通称新四軍。江南地域。1937年10月から。

## 主な指揮官
- 朱徳
- 陳毅
- 賀龍
- 彭徳懐
- 葉挺

## 主な政治委員
- 劉少奇
- 項英
- 周恩来